# Andrzej Pruski (reżyser radiowy)
Andrzej Pruski (ur. 1 stycznia 1929, zm. 1 sierpnia 1994 w Warszawie) – polski realizator dźwięku i reżyser radiowy.
W Polskim Radiu pracował od 1954 roku. Reżyserował liczne słuchowiska teatralne i audycje satyryczne, w tym popularne 60 minut na godzinę w radiowej Trójce. Audycję tę reżyserował do wybuchu stanu wojennego w dniu 13 grudnia 1981.

## Nagrody
- 1958, Warszawa, Nagrody Radia i Telewizji: Nagroda zespołowa za oryginalne słuchowisko Niech żyje człowiek Jerzego Janickiego i Bronisława Wiernika (Andrzej Pruski odpowiadał tu za realizację akustyczną)[2];
- 1959, Sorrento, Prix Italia: Nagroda Radiotelevisione Italiana w kategorii „Audycja muzyczna” dla opery radiowej Neffru (Andrzej Pruski odpowiadał tu za realizację akustyczną);
- 1963: Nagroda Komitetu do Spraw Radia i Telewizji za realizację akustyczną programów Teatru Polskiego Radia[2];
- 1971: Nagroda Komitetu do Spraw Radia i Telewizji dla twórców programu radiowego dla dzieci Słoneczna banda[2].